# Рибонуклеаза Т1

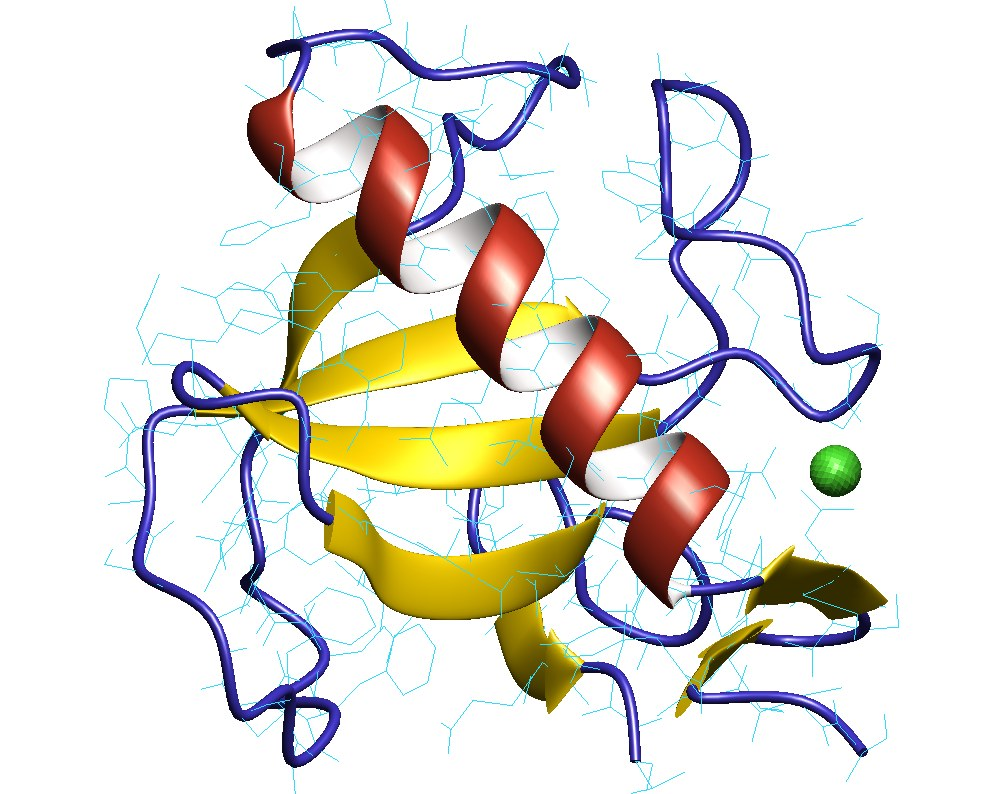
Рибонуклеаза Т1, Aspergillus oryzae.

Рибонуклеаза T1 (или РНКаза Т1, RNase T1) это эндонуклеаза (КФ 3.1.27.3), выделенная из грибов, которая разрезает молекулы одноцепочечной РНК после остатков гуанина, то есть, по 3' концу. Наиболее изученной формой этого фермента является плесневая РНКаза Т1 из Aspergillus oryzae.
Ввиду специфичности к гуанинам, РНКазу Т1 часто применяют для расщепления денатурированной РНК перед секвенированием. Как и другие РНКазы, например, РНКаза А, рибонуклеаза является популярным объектом для изучения фолдинга.
Рибонуклеаза Т1 представляет собой малый белок α+β, состоящий из остатков 104 аминокислот. Структура белка содержит четыре антипараллельных бета складчатых листа, покрытых почти на пять оборотов длинной альфа-спиралью. РНКаза Т1 имеет две дисульфидных связи Cys2-Cys10 и Cys6-Cys103, последняя из которых принимает участие в укладке, полное восстановление дисульфидных связей приводит к разворачиванию белка.